# Mangora enseada
Mangora enseada là một loài nhện trong họ Araneidae.
Loài này thuộc chi Mangora. Mangora enseada được Herbert Walter Levi miêu tả năm 2007.